# Назиров, Набиджан Назирович
Набиджан Назирович Назиров (09.06.1931-07.07.1987) — советский учёный в области с.-х. радиобиологии и радиационной селекции растений, член-корреспондент ВАСХНИЛ (1970).

## Биография
Родился в п. Нариманово Карасуйского района Ошской области.
Окончил Среднеазиатский государственный университет (1953) и аспирантуру (1956).
В 1956—1957 младший научный сотрудник Института генетики и физиологии растений АН Узбекской ССР.
С 1957 г. работал в Институте экспериментальной биологии растений АН Узбекской ССР: старший научный сотрудник (1957—1960), руководитель лаборатории радиационной биологии растений (1960—1987).
Установил, что сорта и формы хлопчатника одного вида неодинаково реагируют на облучение и доказал существование тесной связи между скороспелостью хлопчатника и его радиоустойчивостью.
Под его руководством и при непосредственном участии создана коллекция радиомутантов, ценных в научном отношении.
Доктор биологических наук (1968), профессор (1970), член-корреспондент ВАСХНИЛ (1970).
Заслуженный деятель науки Узбекской ССР. Награждён орденом «Знак Почёта».
Книги:
- Действие радиации на физиологические и биохимические процессы у хлопчатника / Ин-т эксперим. биологии растений АН УзССР. — Ташкент: Фан, 1969. — 250 с.
- Радиочувствительность хлопчатника и генетический эффект ионизирующей радиации / Ин-т эксперим. биологии растений АН УзССР. — Ташкент: Фан, 1970. — 252 с.
- Наука и хлопок. — Ташкент: Узбекистан, 1977. — 276 с.
- Продуктивность перспективных сортов хлопчатника / соавт. Г. М. Сатипов. — Ташкент: Мехнат, 1985. — 71 с.